# Port de Mont-de-Marsan
Le port de Mont-de-Marsan (lo pòrt deu Mont en gascon) est un ancien port fluvial situé sur la rive gauche de la Midouze, à Mont-de-Marsan, dans le département français des Landes.

## Présentation
Le port de Mont-de-Marsan est un lieu de rupture de charge entre convois terrestres et fluviaux empruntant la Midouze puis l'Adour, en direction du port de Bayonne. Il est aménagé au confluent de la Douze et du Midou. Pendant la durée de son exploitation, il favorise les échanges commerciaux entre Mont-de-Marsan, son arrière-pays (Petites-Landes environnantes, Haute Lande au nord, Bas-Armagnac à l'est) et les cités situées en aval vers l'ouest et le sud, principalement Tartas, Dax et Bayonne. Son activité débute au XIIe siècle à une époque contemporaine de celle de la fondation de la ville. Aménagements, moyens de manutention et de stockage restent relativement modestes pendant toute la durée de son exploitation, qui cesse en 1903.

### Situation
Le port est établi au fond de deux vallées à la confluence : 
- de la Douze, venant de Roquefort depuis le confluent de l'Estampon avec la Doulouze ;
- et du Midou[n 1], venant du Bas-Armagnac[1].

Il est en tête de ligne sur la Midouze. Cette rivière, sur les berges desquelles il est aménagé, est navigable jusqu'à sa confluence, 42 995 m en aval avec l'Adour via Tartas, au niveau de la commune d'Audon. De là, la navigation se poursuit vers Dax jusqu'au port de Bayonne, son terminus sur l'océan Atlantique.

### Historique
Moyen Âge
Quand le vicomte Pierre de Marsan fonde sa cité castrale entre 1133 et 1141, la création d'un port fluvial fait partie intégrante de sa stratégie et a pour but de lui procurer les ressources nécessaires pour financer son action politique et militaire. Etabli face à un moulin à eau, devenu la minoterie de Mont-de-Marsan, le port est défendu par le château vicomtal situé non loin. Il connaît un développement rapide et devient une plaque tournante du commerce aquitain grâce à sa position entre la Haute Lande, l'Armagnac et la Chalosse.
Il est en rivalité quasi constante avec les autres cités commerciales : il faut notamment un traité signé en 1293 pour liquider un différend avec Dax, dont les habitants entravent chaque jour de marché le batelage vers l'aval des marchandises provenant de Mont-de-Marsan.
XVIe siècle
L'activité ne cesse de prendre de l'ampleur et en ce XVIe siècle, un véritable quartier portuaire naît sur la rive gauche de la Midouze, au sud du Bourg-Vieux et à l'ouest du Bourg de la Grande Fontaine, entouré de sa propre enceinte fortifiée. Il s'étend vers l'ouest jusqu'à l'actuel pont Saint-Louis, . La place Joseph-Pancaut, aménagée sur un ancien bassin refuge à bateaux, s'appelle primitivement « place du Port ». C'est en effet principalement par elle que se fait l'entrée et la sortie des marchandises du port à l'époque de la batellerie montoise. Elle est renommée « place du Commerce » par la suite. Les produits phares sont alors le blé et l'armagnac.
Concernant le blé, Blaise de Monluc évoque en 1569 de la prospérité de Mont-de-Marsan en ces termes : « Cette ville sert de grenier à toutes les Landes et au Pays Basque et envoie, au grand dam de la France, le grain en Espagne. C'est un des plus beaux marchés de France. J'ai fait enlever plus de 600 chars de blé de la ville de Mont-de-Marsan ».
Concernant l'armagnac, les échanges commerciaux sont soutenus essentiellement par les marchands hollandais. En 1579, les Provinces-Unies deviennent en effet indépendantes et leur demande en vins et alcool encourage le développement de la production dans les vignobles de Bordeaux, Bergerac, Jurançon et du Bas-Armagnac.

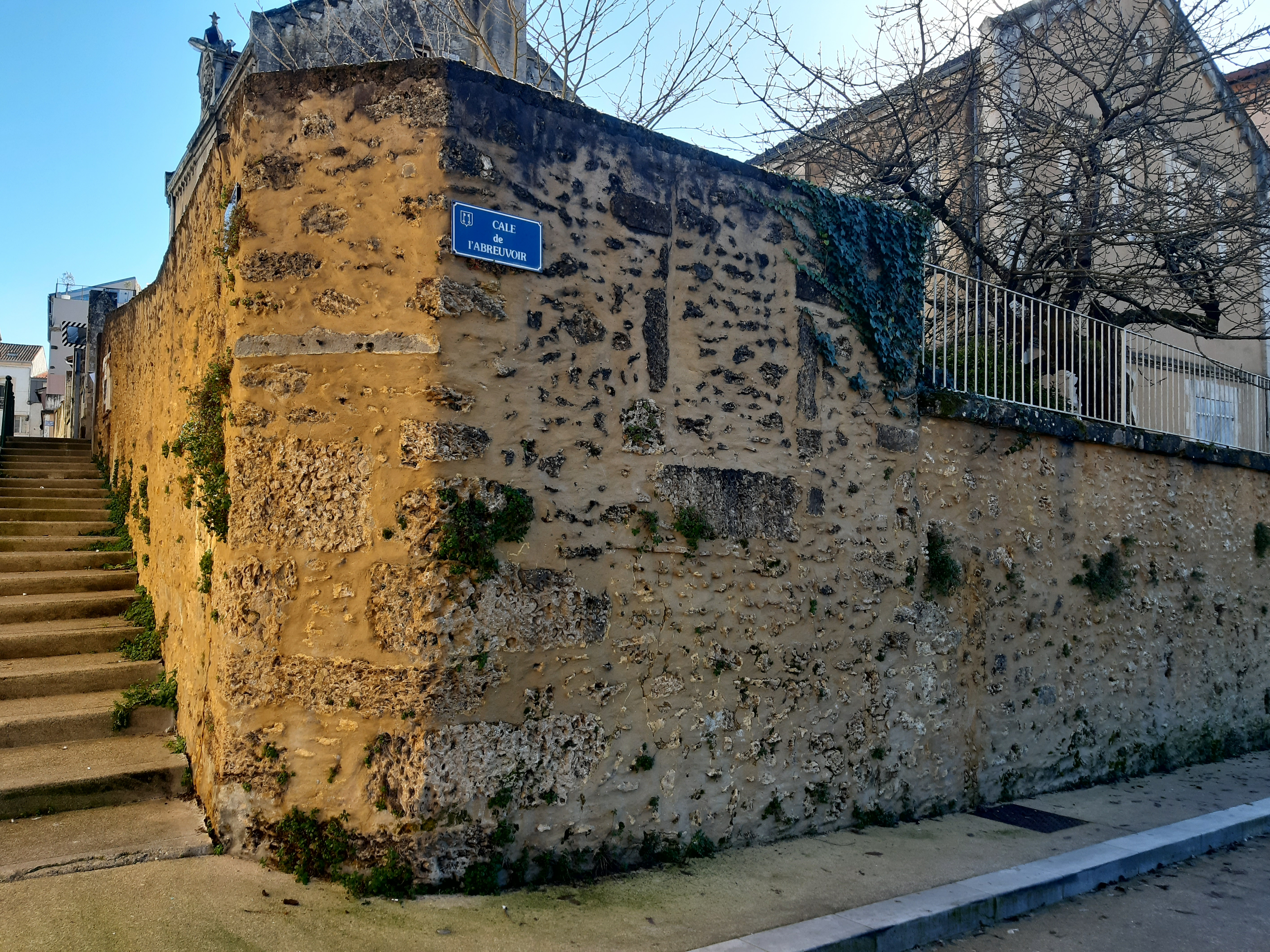
Vestige des fortifications du quartier du Port, à la cale de l'Abreuvoir. Le panneau est orné du blason de Mont-de-Marsan.

XVIIIe siècle
Les échanges commerciaux s'accélèrent encore au XVIIIe siècle : vins, eaux-de-vie, miel, goudron et céréales arrivent au port depuis le sud, le nord et l'est du Marsan pour ensuite partir vers Bayonne. Le commerce de l'armagnac atteint une ampleur inégalée après le début de la Guerre d'indépendance des États-Unis en 1775 . Les insurgés américains jettent à la mer les alcools anglais et se reportent sur les produits français, dont l'armagnac. En pays de Marsan, des fortunes se bâtissent comme celle des Lacroix de Ravignan à Perquie ou celle des Lormand à Ognoas. Des travaux sont réalisés dans le port à la fin du XVIIIe siècle pour accompagner l'accroissement des échanges.
XIXe siècle
La part de trafic vers l'océan poursuit sa croissance et en 1809, 47 bateaux appartenant à 17 propriétaires différents sont enregistrés au port de Mont-de-Marsan. En ce XIXe siècle, un « quartier de Port Campet » est situé sur la commune de Nonères, autour de l'actuelle place Nonères, doté d'un petit quai implanté au débouché du chemin du Baron sur la Douze, rivière alors flottable de Roquefort à Mont-de-Marsan. En 1846, après une année de mauvaises récoltes, c'est la disette. Le marquis de Cornulier fait venir un bateau de blé du port de Nantes au port de Mont-de-Marsan pour ravitailler la ville et il fait distribuer des bons de pain gratuits aux nécessiteux. La population le surnomme « l'ami des pauvres ». En 1889, on compte encore 150 bateaux dans le port, malgré la montée en puissance du transport par voie ferrée depuis la création de la gare de Mont-de-Marsan en 1857. Le chemin de fer, plus rapide, plus économique et demandant à la longue une main d'œuvre moins importante donne un coup d'arrêt à l'activité du port fluvial en 1903. La plupart des portefaix et galupiers se reconvertissent dans l'activité forestière.

### Trafics
Mont-de-Marsan est le lieu de réception d'une partie importante des produits de la Gascogne. Les marchandises concernées (vins landais, armagnac, seigle, blé, miel, laine, salaisons, fer, bois, chanvre et à partir du Second Empire, bois de la forêt des Landes, essence de térébenthine, résine, goudron, poteaux de mine) viennent de l'arrière-pays sur des chars attelés de bœufs.
Elles sont stockées dans des entrepôts ou en extérieur, puis sont ensuite acheminées à Bayonne par de grandes barques de 15 à 20 m de longueur, à proue pointue et a poupe carrée, localement appelées galupes. Des cales facilitent l'accès des entrepôts aux quais pour charger jusqu'à 70 tonnes de marchandises sur les embarcations, qui ont la particularité d'avoir un fond plat pour éviter les hauts-fonds. Arrivées au port de Bayonne, elles empruntent la Nive pour accoster sur la rive gauche de l'affluent de l'Adour, entre les ponts Mayou et Pannecau. De Bayonne, les galupes reviennent à Mont-de-Marsan chargées de poissons (morues et sardines), d'étoffes étrangères, de draps, de fromages de Hollande, d'huile, de bois, de  lingots (fer, cuivre, fonte, plomb), de pierres de taille, de sel, indispensable à la conservation de la viande et, avec le développement du commerce colonial, d'épices, de coton, de chocolat ou de sucre des Antilles.

### Navigation
La Midouze est une rivière navigable à l'exception de quelques mois d'été. La batellerie à la voile ou à la rame est rapidement supplantée par la traction des embarcations par des chevaux, mules ou bœufs, mieux adaptée aux conditions naturelles. La pente relativement faible de la Midouze (0,33 mm par mètre) permet en effet le remorquage des bateaux par tirage à la « cordelle ». Pour cela, un chemin de halage est aménagé le long de la Midouze et de l'Adour, de Mont-de-Marsan jusqu'à Bayonne, mais alternativement sur la rive droite et la rive gauche, contraignant hommes et bêtes à franchir à plusieurs reprises les cours d'eau et leurs affluents pour changer de rive et pouvoir poursuivre leur route. La manœuvre est périlleuse à marée haute et des noyades d'hommes et d'animaux sont à déplorer. Des projets pour limiter le parcours à deux franchissements sont initiés mais n'aboutissent pas en raison des événements liés à la Révolution française, aux changements politiques du XIXe siècle et au manque de moyens. Des relais jalonnent le parcours pour permettre aux bateliers et à leurs animaux de se reposer. Le chemin comporte des bornes kilométriques dont certaines sont toujours visibles.

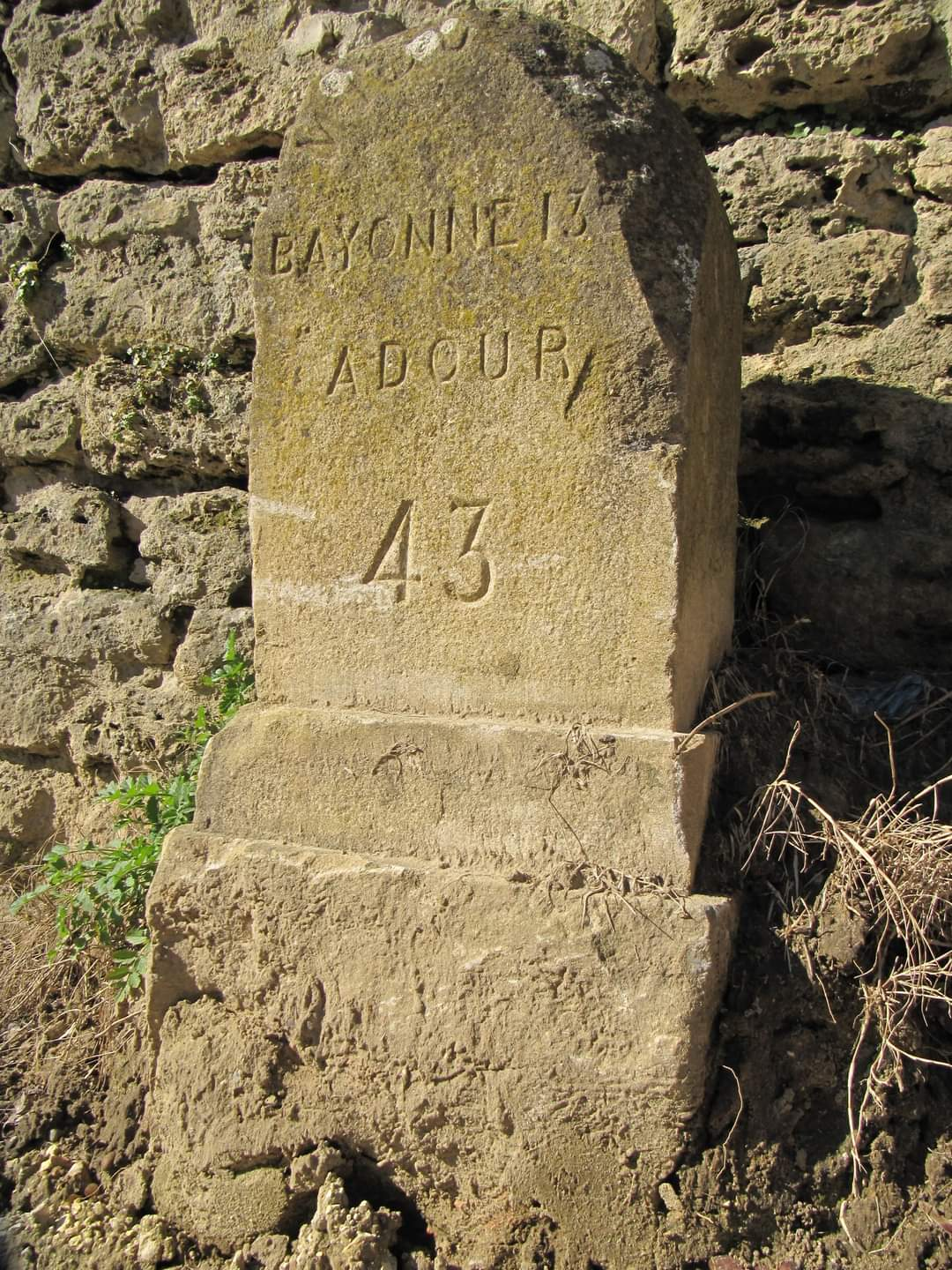
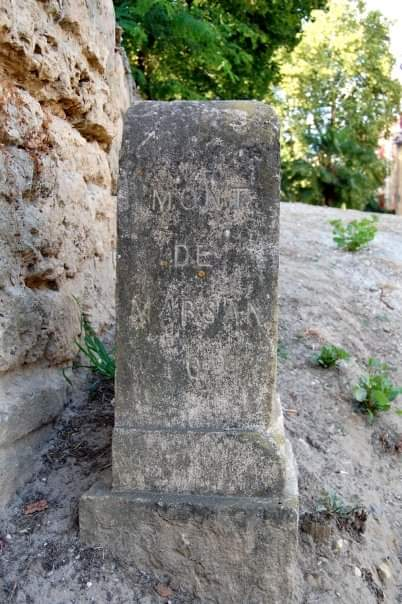
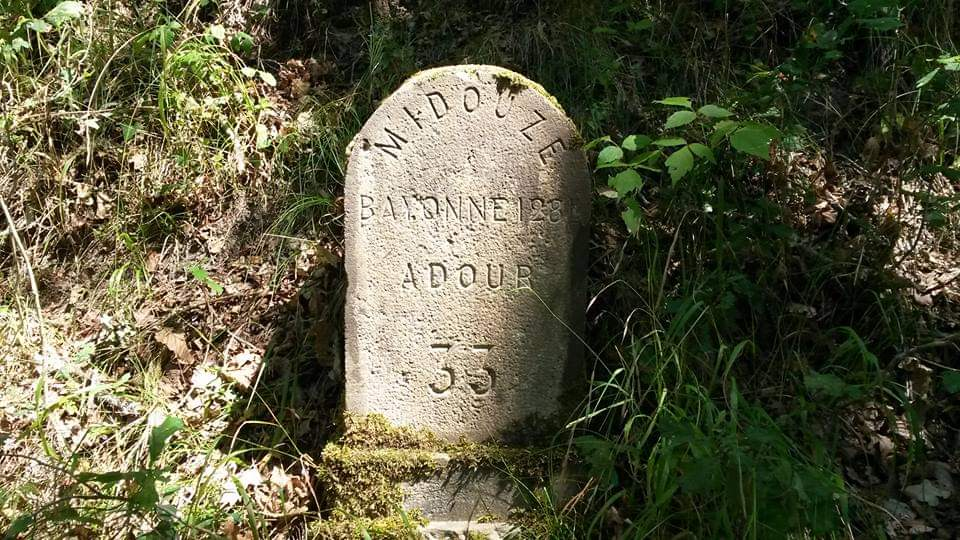
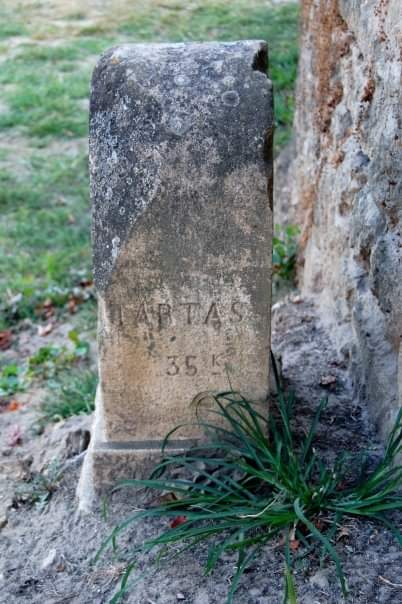

En dépit de ces difficultés, le transport fluvial depuis le port de Mont-de-Marsan est intéressant économiquement car il se fait dans les deux sens : les gabares allant de Mont-de-Marsan à Bayonne descendent le courant en trois jours. La remontée depuis Bayonne peut prendre beaucoup plus de temps mais les bateliers jouent habilement avec la marée montante pour se laisser porter jusqu'à Dax et poursuivent leur route en amont par la force de traction des bœufs, mules ou chevaux dès que le courant devient trop faible. Une telle possibilité permet un emploi prolongé des galupes. Par comparaison sur la Dordogne, les gabares, qui descendent du Bas-Limousin jusqu'à Libourne ne peuvent pas remonter à cause de la force du courant et doivent être vendues sur place pour la navigation sur le cours inférieur de la Dordogne.

### Aménagements
Depuis la naissance de la Midouze, les aménagements (cales, quais et chemin de halage) s'étendent sur au moins deux kilomètres vers l'aval. Ils sont relativement sommaires.
Cales
Les cinq ruelles à forte pente, descendant de la rue Maréchal-Bosquet vers le quai de la Midouze, sont dénommées « cales ». Ces rampes d'accès au port sont inscrites entre deux immeubles. À l'origine privées, elles appartenaient soit à l'un des deux propriétaires riverains, soit aux deux. Elles restent longtemps désignées par le nom desdits propriétaires (de riches négociants) avant d'être renommées d'est en ouest depuis le 26 juin 1972 comme suit :
- cale du Commerce (anciennement cale Marrast et Bié (1806)). Sa longueur est de 45 mètres[9] ;
- cale de la Marine (anciennement cale Bié et Cadilhon). Sa longueur est de 35 mètres[9] ;
- cale des Chalands (anciennement cale dou Rey (1837) puis grande cale au XXe siècle) : longue de 35 mètres et la plus large des cinq cales, c'est la seule qui a toujours été une voie publique. À l'angle de la cale et du quai de la Midouze se situe le lavoir du Quai (également dit lavoir du Port), aménagé en 1907 sur un terrain acquis par la commune en 1902. Il est alimenté par diverses sources d'eau pure. Par délibération du conseil municipal du 25 juin 2014, il est mis à disposition du restaurant mitoyen pour y aménager une terrasse[9].
- cale de la Midouze (anciennement de Sourbets). Sa longueur est de 33 mètres et sa largeur minimum est de 1,10 mètres[9] ;
- cale de la Batellerie (anciennement cale Juzan (1847) ou cale Laburthe (1850)). Sa longueur est de 30 mètres[9].

La cale de l'Abreuvoir, située au confluent, part de l'angle du pont Gisèle-Halimi avec la rue Léon-Gambetta et descend vers les rives de la Midouze. Une dernière cale, dite cale de Peyrère, jadis située au niveau de l'actuel pont Saint-Louis, a de nos jours disparu.

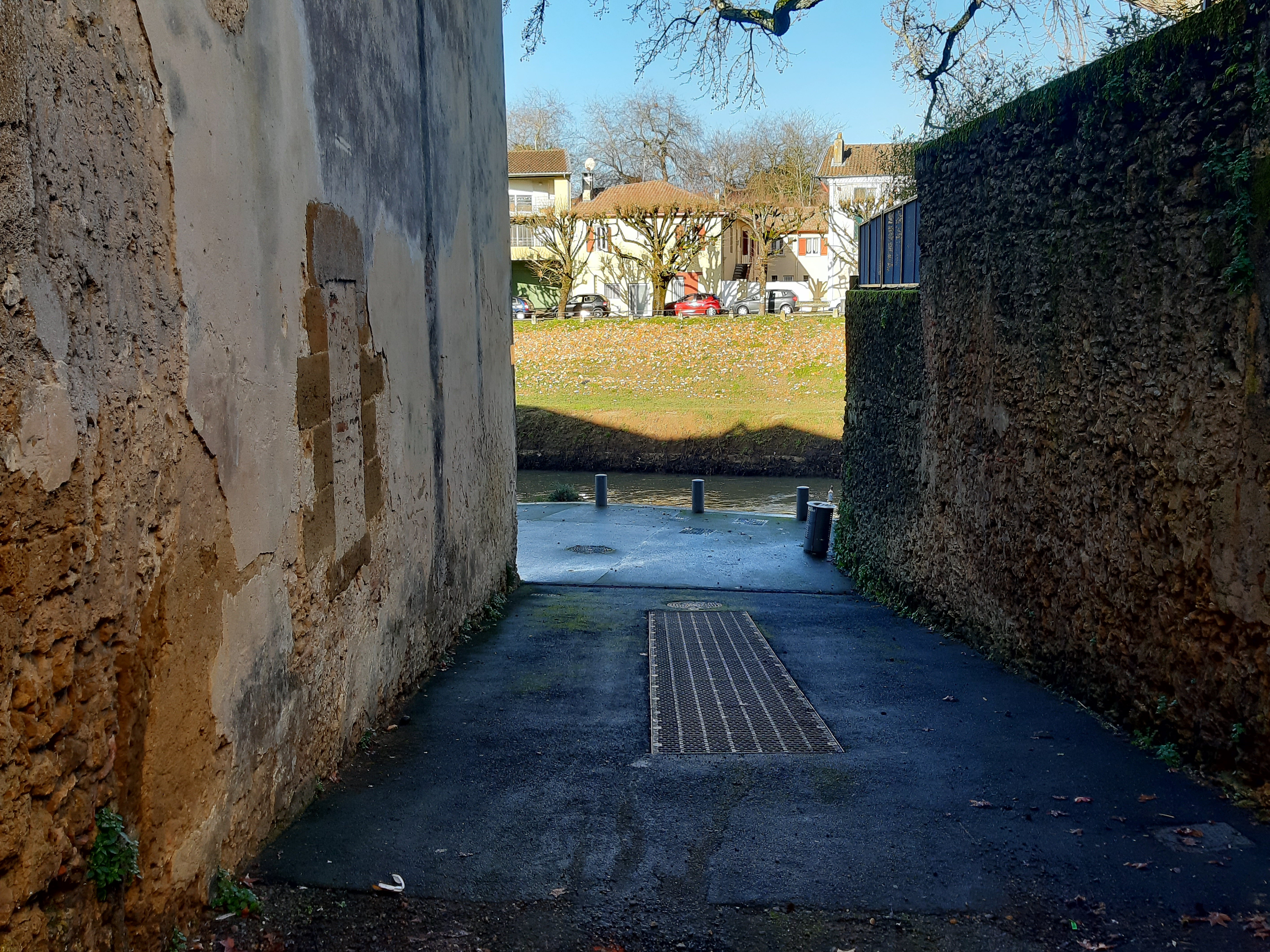
Cale du Commerce donnant sur le quai de la Midouze. Sur la rive opposée, chemin de halage (partie basse) et quai de Silguy (partie haute) dans le quartier de Saint-Jean-d'Août
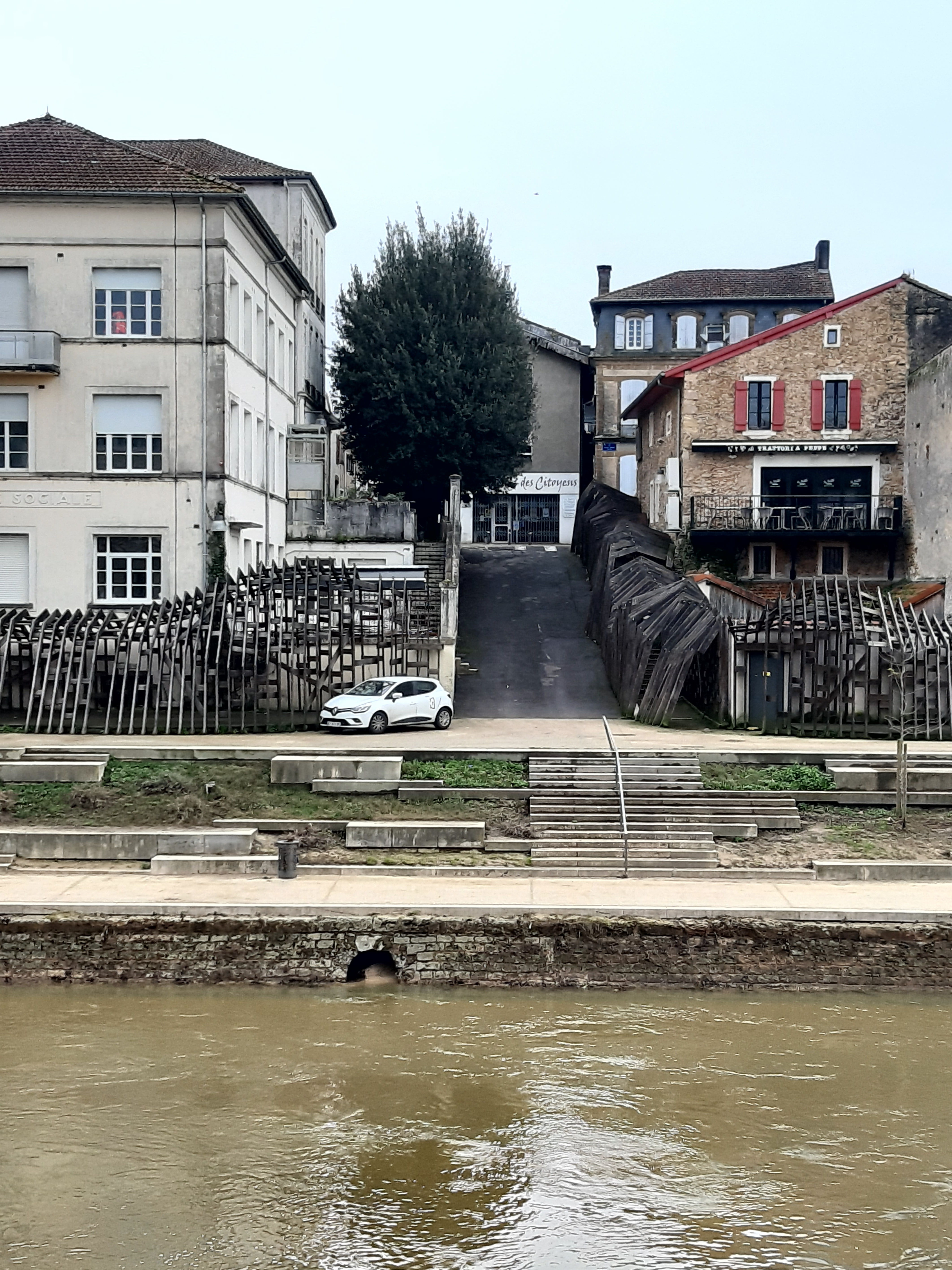
Cale des Chanlands descendant vers le quai de la Midouze (maison Bié à gauche. Le Cercle des Citoyen et la maison de naissance du Maréchal Bosquet sont également visibles).

Quais
- quai de la Midouze : borde la rive gauche. Situé entre la cale du Commerce et la cale de la Batellerie, il est long de 140 mètres et large de 10 à 25 mètres. Le début de son aménagement date des années 1840 et il est ainsi nommé à partir de 1949. Il est réaménagé en parc de stationnement en 1976, puis en promenade piétonne en 2014[9] ;
- quai Silguy : borde la rive droite[n 6]. Ce dernier est ainsi nommé en hommage à Jean-Marie François Xavier Silguy (1785 à Quimerch - 1864 à Quimper), ingénieur en chef des ponts et chaussées dans les Landes de 1830 à 1837[2].

Des entrepôts en pierre ou en bois jalonnent les berges pour le stockage de marchandises (à l'exclusion du bois, stocké en extérieur) ainsi que des écuries pour abriter mules et chevaux ou des étables pour les bœufs.

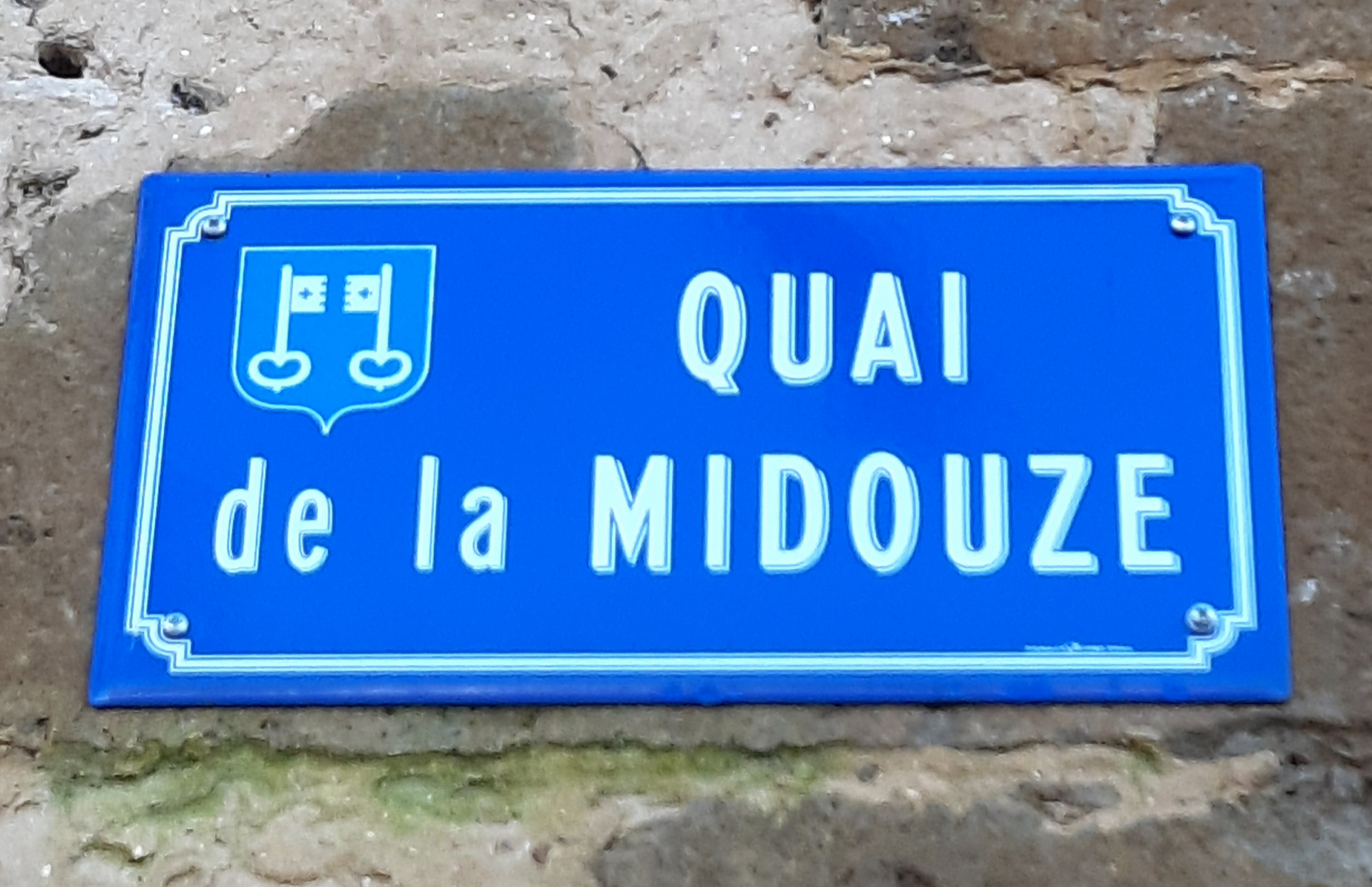
Panneau du quai de la Midouze, orné du blason de Mont-de-Marsan

Chemin de halage
Si le port bénéficie des aménagements nécessaires à son activité, le lit de la rivière reste pour sa part mal entretenu, encombré de débris, bancs de sable, troncs et épaves qui ne sont pas évacués. Négociants et bateliers se plaignent des obstacles occasionnés par les riverains qui installent des pêcheries gênant la navigation. Le chemin de halage est régulièrement envahi par les ronces. Un projet de réaménagement et de création d'un chenal central pour la rivière, qui aurait pu améliorer la situation, ne voit pas le jour, faute de ressources financières.

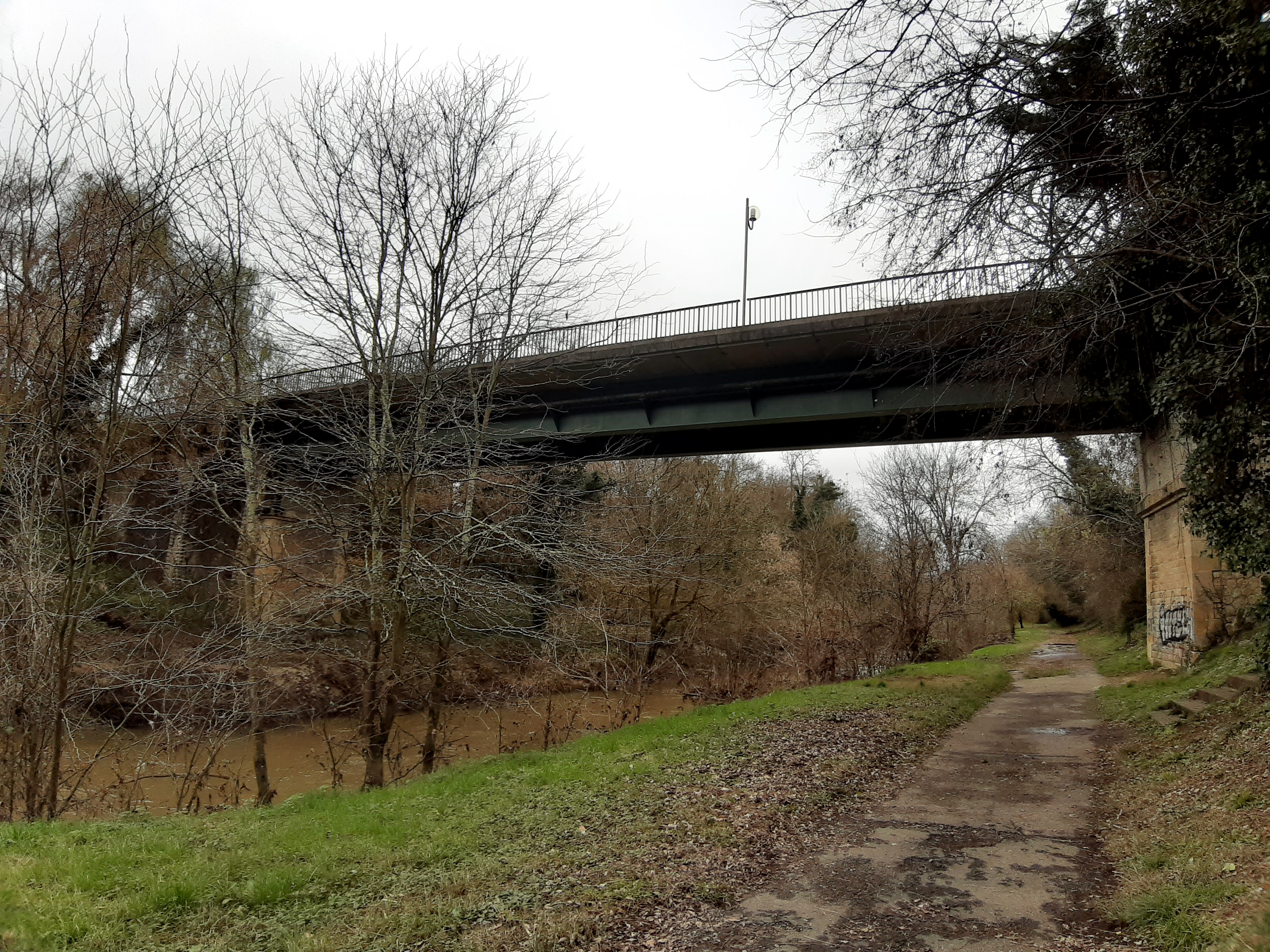
Section du chemin de halage à Saint-Jean-d'Août sur la rive droite de la Midouze, à hauteur du pont du Manot (ouvrage d'art primitivement édifié pour le chemin de fer de Luxey à Mont-de-Marsan).
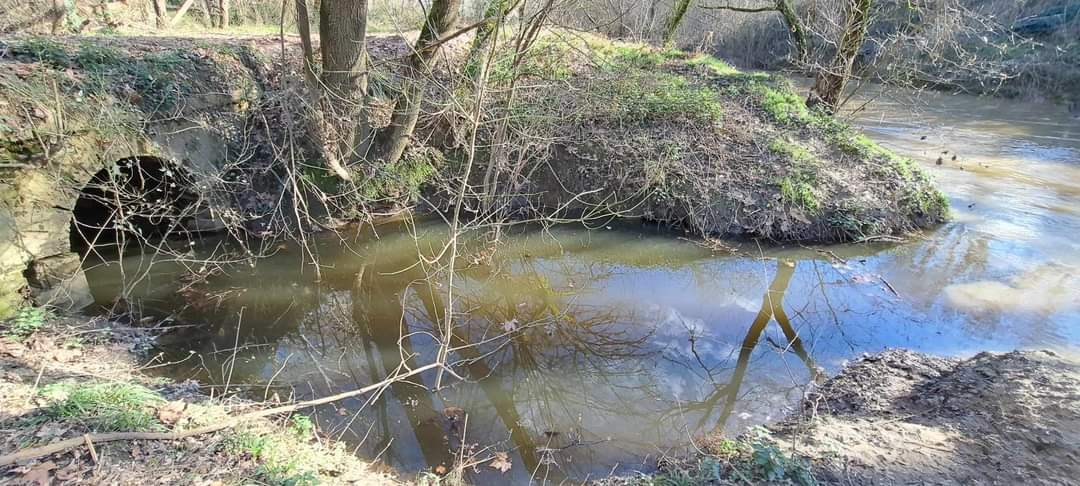
Confluence de l'Ambos et de la Midouze à l'ouest de la station d'épuration de Jouanas. Le ruisseau Ambos prend sa source à l'étang du rond-point, route de Sabres. Il traverse la chemin de halage via un pont-tunnel en pierre coquillière d'une dizaine de mètres. Les anciens montois appelle l'endroit « pont rouge », en souvenir d'un crime de sang qui s'y serait produit.

### Métiers
De nombreux métiers gravitent autour du port : bateliers, mariniers, pilotes, fabricants de bateaux, tonneliers, voituriers, marchands, négociants, banquiers, détaillants :
- des marchands et négociants, parmi lesquels quelques familles avisées bâtissent des fortunes, comme les Marrast[n 7], les Laurans, les Duvin, les Bié[n 8], les Brettes[7]. Elles se font construire à partir de la deuxième moitié du XIXe siècle leurs magasins et hôtels particuliers dans le secteur de l'actuelle place du Port, comme en témoigne la maison Marrast[10] et la maison Bié située rue du Maréchal Bosquet (ancienne rue du Port), pour signifier leur fortune et leur prestige social[2] ;
- des armateurs, se fournissant en galupes réalisés dans les chantiers navals implantés localement. En 1808, le préfet Valentin-Duplantier conçoit l'idée de créer à l'endroit de la future place Raymond-Poincarré un espace destiné à servir de dépôt du bois pour la construction navale[9] ;
- des bateliers, organisés en confrérie à Saint-Pierre-du-Mont. Egalement dénommés mariniers ou marins, cette corporation portuaire donne son nom depuis 1806 à la « rue Batelière », précédemment dénommée « rue des Sacquès », du nom des commis meuniers transportant les sacs de blé et, par extension, désignation des portefaix du port. Pendant la Révolution française, elle est provisoirement renommée « rue Patriote »[2] ;
- des bouviers, muletiers et vachers, aidant à tracter les bateaux depuis des chemins de halage parfois mal entretenus, vivant majoritairement à Saint-Jean-d'Août ;
- des portefaix pour le chargement, déchargement et entreposage des marchandises[1].

En dépit de l'essor économique procuré par l'activité de son port de commerce, la ville n'utilise pas au mieux son potentiel et se contente de redistribuer les produits qu'elle reçoit, sans développer d'industrie créatrice de valeur-ajoutée. Les négociants enrichis quant à eux n'investissent pas dans des projets qui pourraient améliorer l'état du port ou embellir la cité.
Bateau votif

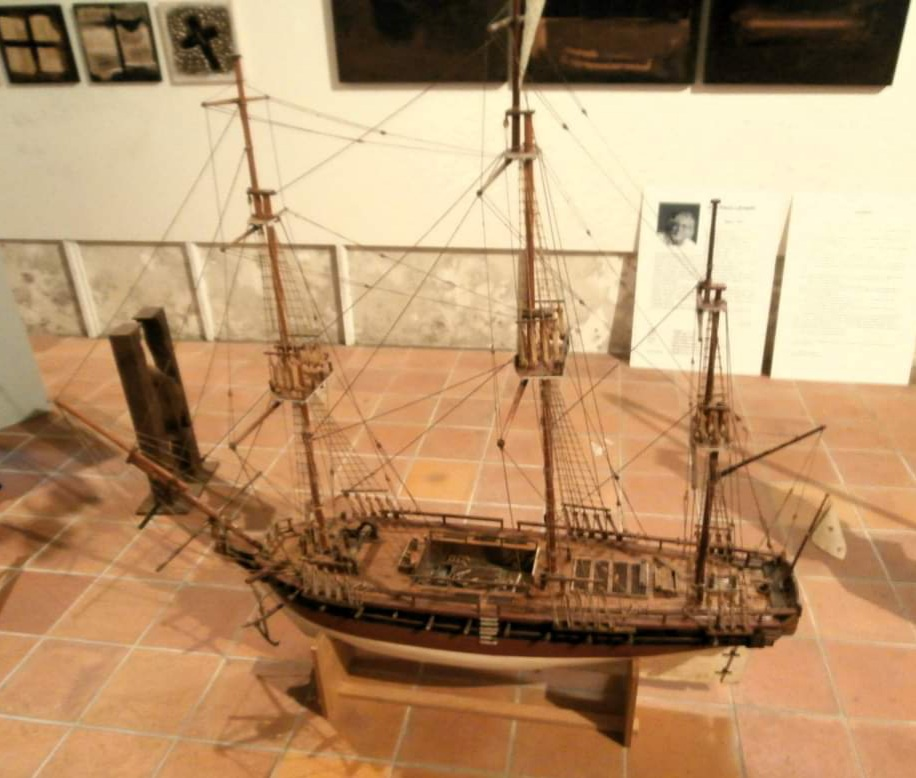
Bateau votif du XVIIIe siècle de la confrérie des Bateliers à l'église paroissiale de Saint-Pierre-du-Mont
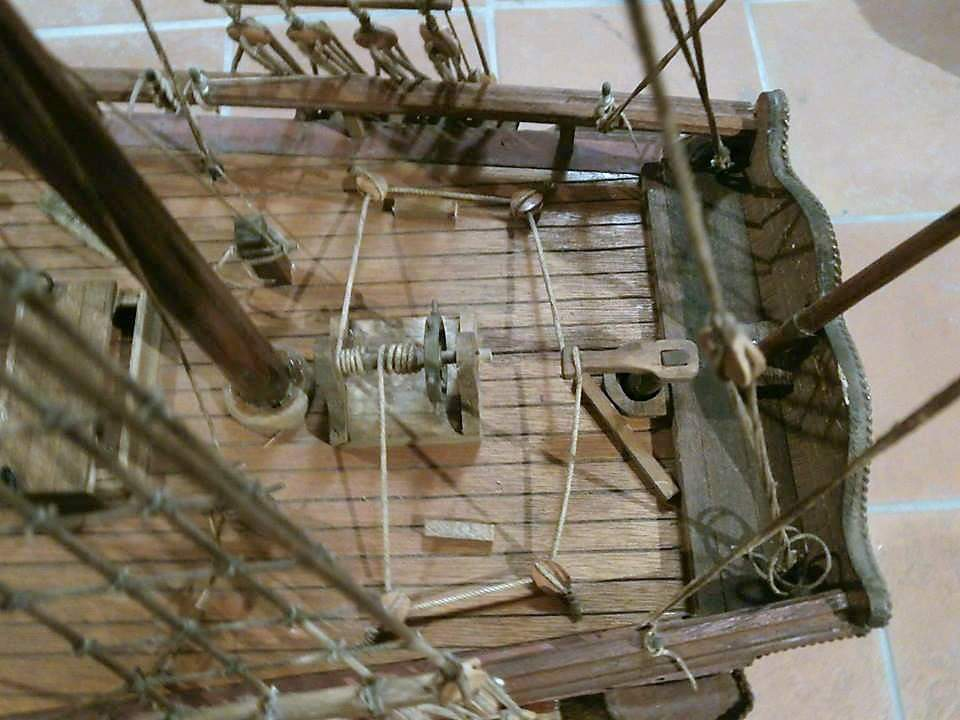
Détail du bateau votif

Maisons de négociants

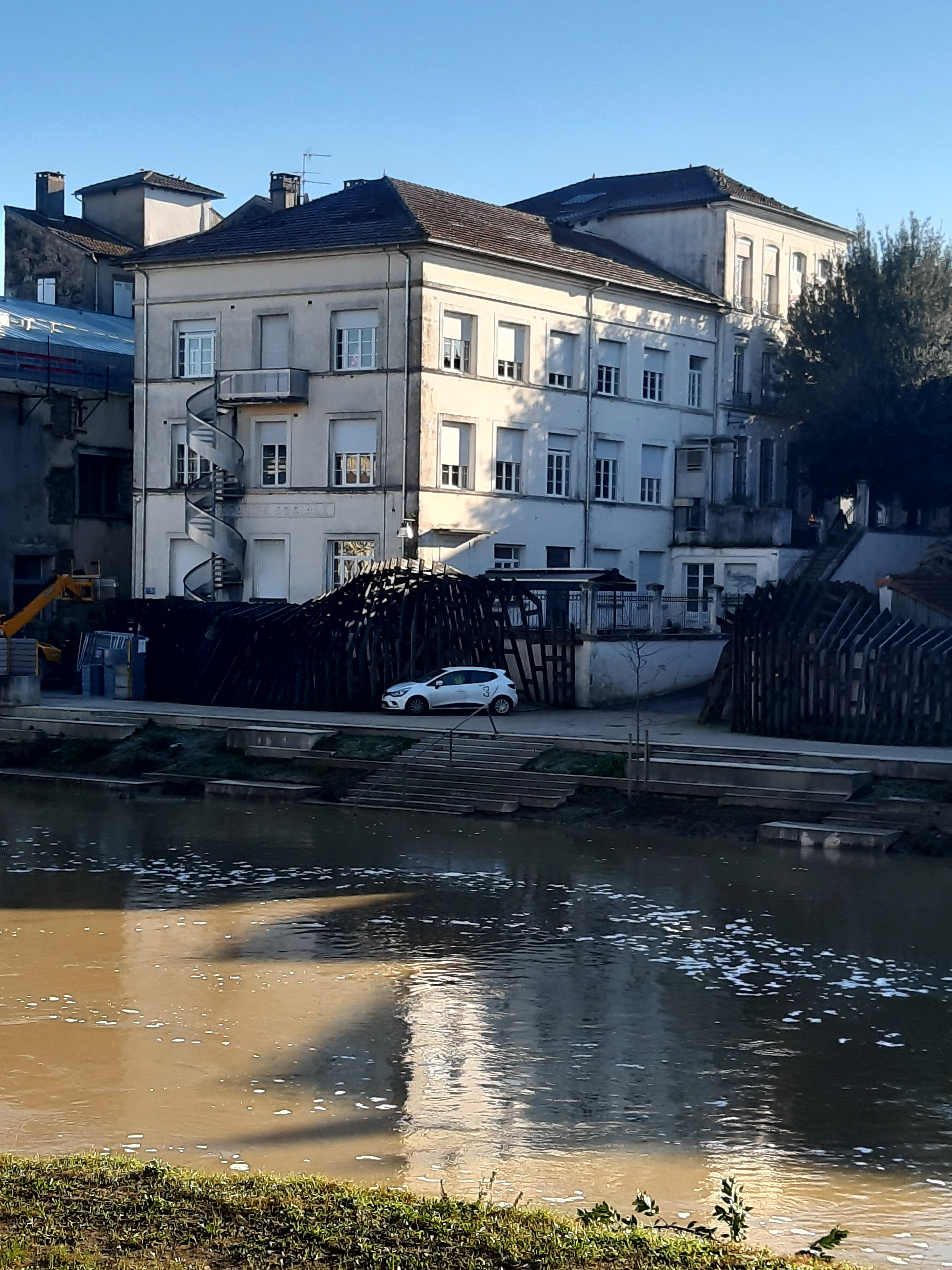
Maison Bié, construite à partir de 1760, comporte initialement des chais donnant sur la Midouze pour le commerce de l'armagnac
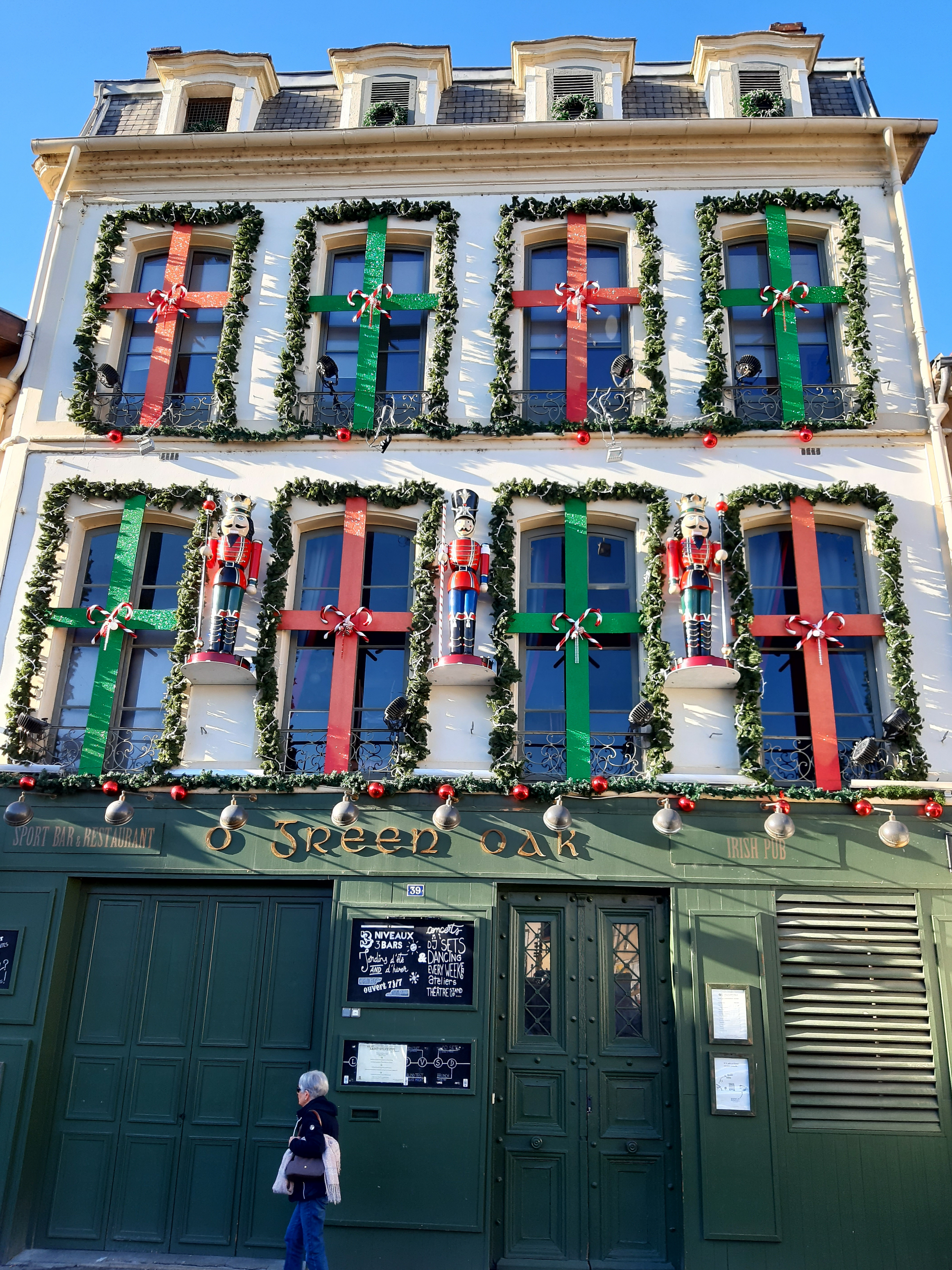
Ancienne maison Marrast, édifiée par une famille de négociants sur la place du port

### Revenus et fiscalité
Le commerce est une source importante de revenus  pour le vicomte Pierre de Marsan, ses successeurs et les marchands de la ville. Une partie des recettes finance l'entretien des cales. Une autre est prélevée par la noblesse. Ainsi, les barons du Lyon (futurs marquis de Campet) ont un droit sur les marchandises traversant la ville. Ces prélèvements sont parfois jugés excessifs et en 1459, après une requête faite par les gens des trois Etats du pays des Lannes, le roi Charles VII ordonne que les taxes montoises qu'il n’avait pas autorisées soient supprimées et que leurs initiateurs aient une amende.
Sur le parcours de la Midouze, des taxes sont prélevées à Mont-de-Marsan, Campet et à Sainte-Croix, puis au-delà à Pontonx et Bayonne sur l'Adour. L'enrichissement de Mont-de-Marsan attire des malfrats. C'est ainsi qu'en 1679, le parlement de Bordeaux envoie le sieur d'Essenault y arrêter un faux-monnayeur nommé Lacamesure. Celui-ci n'est pas pris mais trois de ses complices sont pendus à la requête du procureur général. Les péages réclamés  sont très mal perçus par les marchands et obèrent le trafic. Ils sont la source de nombreux procès. Les fraudes sont courantes, ce dont s'irritent des acteurs de la place portuaire.

### Sociologie
L'activité économique générée par les échanges fluviaux accroît la cote du quartier et entraîne un renchérissement de la valeur du foncier. Ainsi, le prix varie du simple au triple entre une maison située aux portes de la ville et une autre située au port ou dans la rue marchande (actuelle rue Frédéric-Bastiat). Les transactions immobilières de biens d'habitation ou professionnels (chais, greniers et entrepôts) se maintiennent à un niveau élevé, entraînant un effet de spéculation. Le marché locatif se porte bien et les chambres louées par les artisans leur procurent des compléments de revenus non négligeables.
A l'exemple d'autres villes en France, le quartier du port de Mont-de-Marsan est également celui de la prostitution. Ainsi, à la limite du quartier portuaire, le bâtiment situé 1 place Saint-Louis au pied de la passerelle de Rigole (devenue le pont Saint-Louis en 1973) était  le bordel de Mont-de-Marsan avant la Seconde Guerre mondiale. Les habitants l'appelaient pudiquement « la passerelle » du fait de sa situation. Réquisitionné par les Allemands pendant l'Occupation de la ville, il ferme consécutivement à l'adoption de la loi Marthe Richard en 1946. Une autre « maison de rendez-vous » était située rue Montluc au débouché de la place Joseph-Pancaut.

## Galerie
Vues anciennes

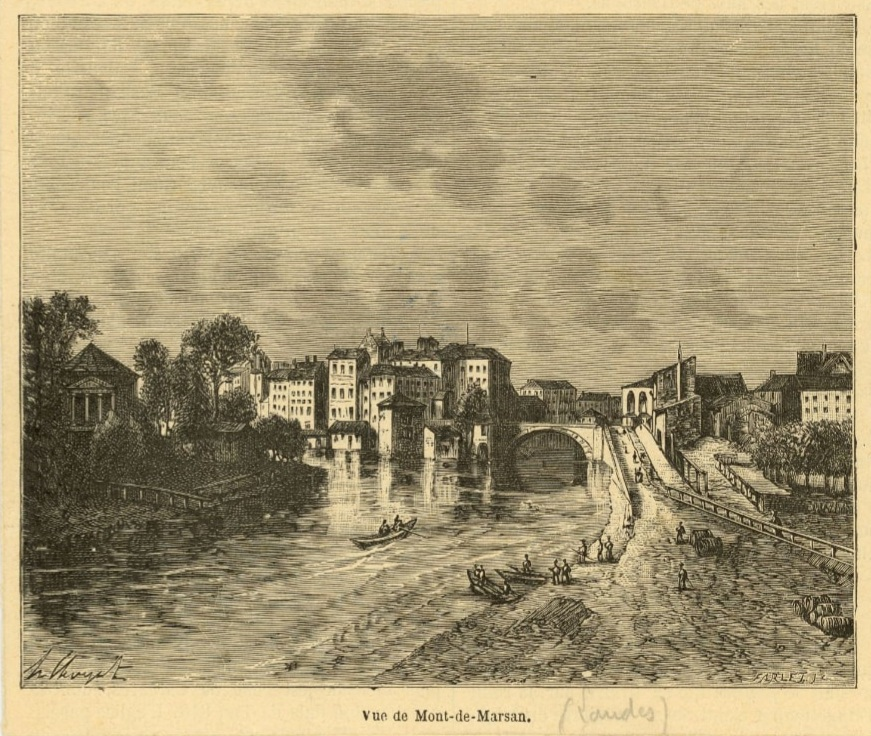
Port de Mont-de-Marsan à la fin du XIXe siècle. Batelerie sur les bords de la Midouze. Le pont de l'Hôtel-de-ville, édifié en 1810, est visible en arrière-plan.
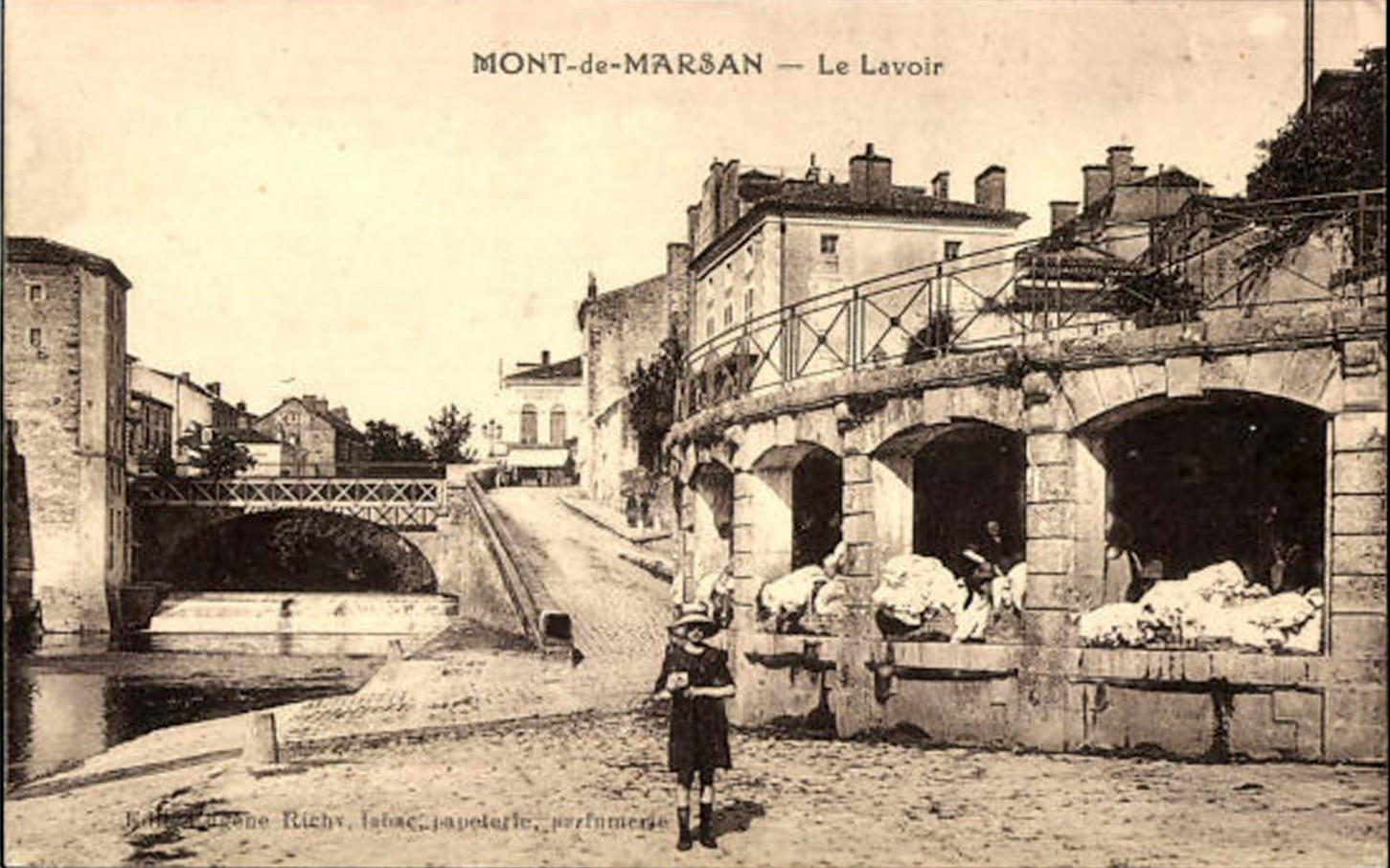
Lavandières au lavoir de la cale de l'abreuvoir, édifié en 1868 à la place d'un ancien abreuvoir permettant aux chevaux et bœufs tirant les galupes de se désaltérer[12].
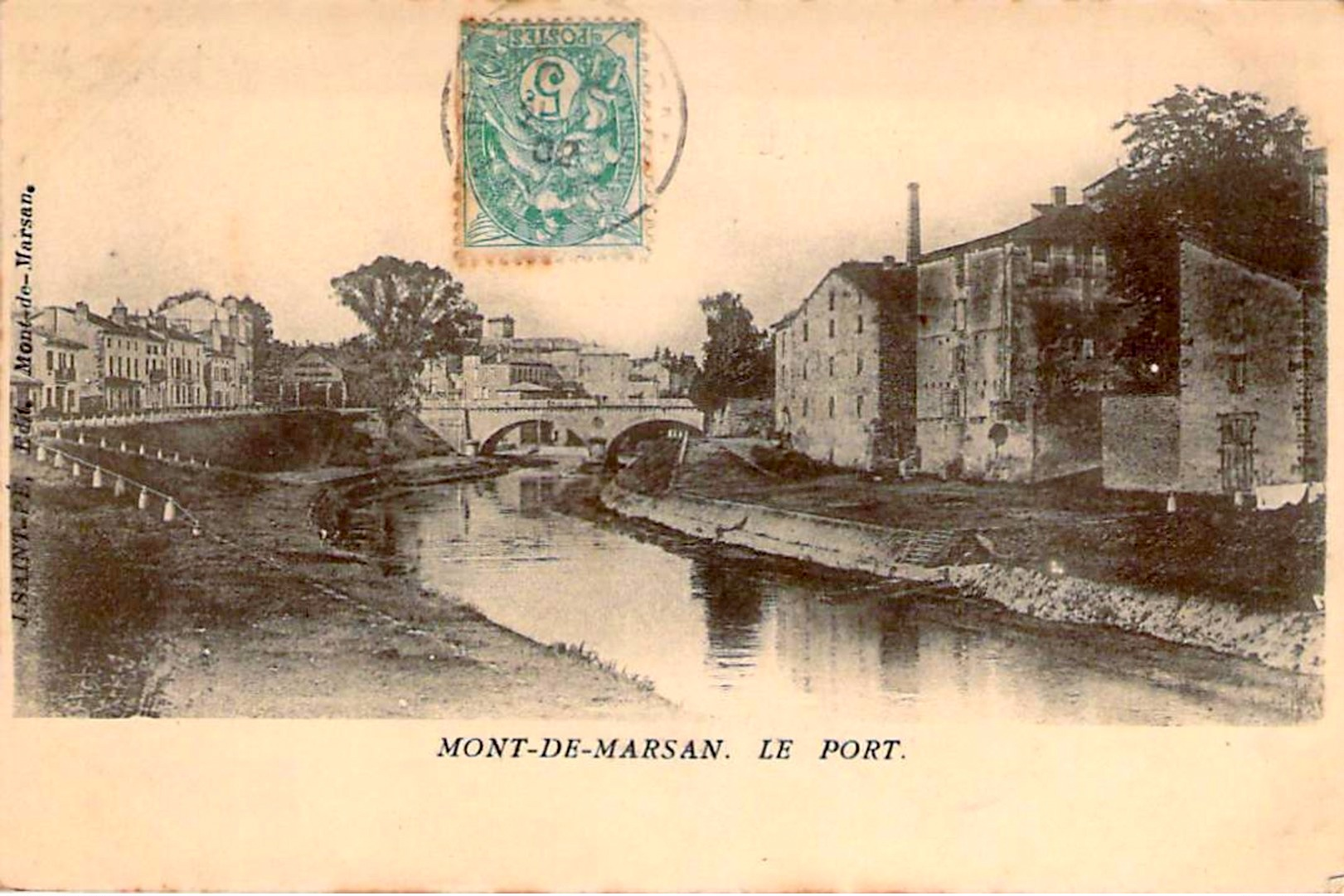
Carte postale ancienne du quartier du port. A droite, vue sur les entrepôts et le quai de la Midouze. En arrière-plan, vue sur le pont du Commerce, construit en 1869. A gauche, le quai Silguy et le chemin de halage.
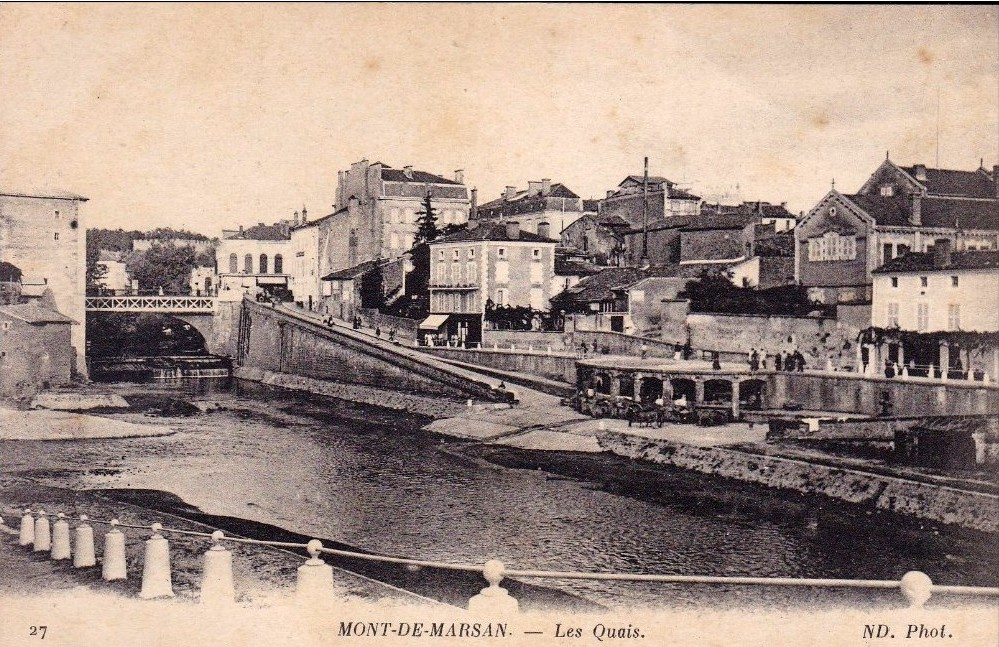
Le quai Silguy (premier plan) et le quai de la Midouze (arrière-plan).